# Duane Williams
Charles Duane Williams (11. srpna 1860 Radnor, Pensylvánie – 15. dubna 1912 RMS Titanic, severní Atlantik) byl americký právník, který se významnou mírou podílel na založení Mezinárodní tenisové federace. On a jeho syn byli cestujícími na palubě RMS Titanic. Když loď v noci ze 14. na 15. dubna 1912 narazila do ledovce a potopila se, Williams zahynul, zatímco jeho syn přežil.

## Život
Williams, původem z Radnoru v Pensylvánii, strávil většinu svého života v Ženevě ve Švýcarsku.
Obecně je považován za klíčovou osobu v založení Mezinárodní tenisové federace v roce 1913. Existují dvě verze toho, jakou práci odvedl. Podle jedné verze oslovil prezidenta Švýcarské tenisové federace Charlese Bardeho, kterému sdělil svůj nápad založit mezinárodní zastřešující tenisovou asociaci. Barde to pak sdělil prezidentovi francouzské tenisové organizace Henrymu Walletovi. Podle jiné verze napsal Williams v říjnu 1911 dopis přímo Walletovi s návrhem uspořádat v Paříži mezinárodní tenisový turnaj (French Open bylo v té době přístupné pouze hráčům z francouzských klubů). Jelikož Wimbledon byl považován za mistrovství světa na travnatých kurtech, navrhl zavést mistrovství světa na antuce. Williamsův dopis vedl k zavedení World Hard Court Championships v Paříži v roce 1912. Z organizačního výboru turnaje složeného z delegátů několika zemí se později vyvinula Mezinárodní tenisová federace, která byla založena 1. března 1913 v Paříži.
V dubnu 1912 se plánoval vrátit do Spojených států spolu se svým synem R. Norrisem Williamsem („Dickem“), slavným tenistou, aby navštívil svou ženu Lydii Biddle Williams-Whiteovou. Oba muži se nalodili na palubu RMS Titanic v Cherbourgu jako cestující první třídy. Když loď narazila na ledovec a potápěla se, Duane a Dick skočili do vody. Zatímco Dick se dokázal zachránit, jeho otce usmrtil první z komínů, který se z lodi zřítil.